# Paurophylla distincta
Paurophylla distincta är en fjärilsart som beskrevs av M.Gaede. Paurophylla distincta ingår i släktet Paurophylla och familjen nattflyn. Inga underarter finns listade i Catalogue of Life.